# Kytlice (přírodní památka)
Kytlice je přírodní památka jižně od obce Kytlice v okrese Děčín v Ústeckém kraji. Chráněné území je v péči AOPK ČR - regionálního pracoviště Liberecko.

## Předmět ochrany
Důvodem ochrany je masový výskyt šafránu jarního (Crocus vernus) na pravidelně kosených přirozených vlhkých loukách.